# Selene (cómic)
Selene es una supervillana ficticia que aparece en los cómics estadounidenses publicados por Marvel Comics. Creada por Chris Claremont y Sal Buscema, el personaje apareció por primera vez en Nuevos Mutantes #9 (noviembre de 1983). Selene pertenece a la subespecie de humanos llamados mutantes, que nacen con habilidades sobrehumanas. A menudo se la asocia con el Círculo Interno del Club Fuego Infernal y se la desprecia como enemiga de los X-Men.
Selene apareció en la película de 2019 Dark Phoenix, interpretada por Kota Eberhardt.

## Historial de publicación
Selene apareció por primera vez en Nuevos Mutantes # 9 (noviembre de 1983), escrita por Chris Claremont e ilustrada por Sal Buscema. Es conocida también con el seudónimo de la "Reina Negra".

## Historia

### Origen
Su larga vida se atribuye al hecho de que ella es un "vampiro psíquico", capaz de drenar la energía vital de los demás a fin de ampliar su propia vida. Su nombre deriva de la antigua deidad lunar Selene, hija de los titanes Hiperion y Tea. Selene nació hace 17.000 años, en algún lugar de lo que ahora es Europa Central, "después de que los océanos se tragaran la Atlántida y antes del surgimiento de los Aryas". Los ancianos de su tribu la reconocieron como un ser muy avanzado y mandaron a toda la tribu, incluyendo a su propia madre, a sacrificar sus vidas para alimentarla.

### Era Hiboria
Selene ha revelado haber sido una vieja enemiga del hechicero Kulan Gat. Kulan Gat estuvo activo durante la Era Hiboria (antes de las civilizaciones registradas) y se sabe que se enfrentó con Conan el Bárbaro y Red Sonja. Por lo tanto, Selene debió haber estado activa durante este periodo.

### Roma y Eliphas
Selene llegó a residir en Roma durante el apogeo de su imperio. Se acercó a Eliphas, un senador muy respetado, cuya esposa lo había dejado por un general llamado Mascius. Selene le ofreció la inmortalidad a cambio de ayudarla a matar y absorber todas las almas en Roma. Eliphas realizó rituales en varios lugares de la ciudad, pero fue descubierto por una niña pequeña. El padre de la niña alertó a las autoridades y Eliphas y Selene fueron capturados antes de que el hechizo pudiera llevarse a cabo. Justo antes de que fueran quemados en la hoguera, Selene mató a los guardias. Luego maldijo a Eliphas por su traición con una vida eterna sometido a tortura, transformándolo en una criatura similar a un vampiro. Eliphas fue enterrado vivo durante 700 años.

### Nova Roma
En tiempos relativamente recientes, Selene fue atrapada por siglos en la Amazonia, en la ciudad románica de Nova Roma. Ella era adorada como una diosa y trabajó para mantener el aislamiento de la ciudad, para que ella pudiera mantener el control. Eliphas, ahora conocido como "Eli Bard", fue despertado por Selene y llevado a Nova Roma, donde fue adorado como un dios. Selene se casó varias veces y tuvo descendientes, incluyendo a Amara Aquila. Su último marido, fue Marcus Domicio Galión, un senador de Nova Roma.
En Nova Roma, Selene intentó matar a Amara Aquila. Llevó a Amara en una piscina de lava, liberando así sus poderes mutantes latentes, como Magma. Selene luchó y derrotó a Magma, y conspiró para convertir a Danielle Moonstar en una vampira psíquica como ella, y juntas, conquistar el mundo. Selene luchó contra los Nuevos Mutantes y fue lanzada a la lava y enterrada viva.

### Reina Negra del Club Fuego Infernal
Selene dirigió a sus fieles para llevar a cabo las tareas que finalmente le permitieron salir de Nova Roma. Selene se dirigió a la ciudad de Nueva York, donde se encontró con Juggernaut en un bar. Selene planeaba seducirlo y asesinarlo, pero fue esto fue impedido cuando Wolverine provocó una riña entre Juggernaut y Coloso. Selene descubrió entonces la existencia de Rachel Summers, a quien Selene buscó para convertirla en su esclava, sólo para ser derrotado por los X-Men. Antes de que los X-Men la salvaran, Selene había rastreado a Rachel hasta la casa de un joven llamado Nicolás Damián, que había dejado a Rachel pasar la noche en su casa. Selene asesinó al joven, y Rachel juró vengarse.
Con la ayuda de uno de sus adoradores, Friedrich Von Roehm, Selene se puso en contacto con el Club Fuego Infernal, y obligó al grupo a convertirla en la nueva Reina Negra. Selene fue fundamental en el plan de los X-Men para detener a Kulan Gath, después de que este, transformó a Nueva York en parte de la Era Hiboria.
Selene nunca ocultó su desprecio por Sebastian Shaw, el Rey Negro del Club, ni su interés en gobernar el Club Fuego Infernal como única líder. Shaw y Emma Frost, conspiraron para matar a Selene mediante la manipulación y la formación de la joven mutante Estrella de Fuego (Angelica Jones) para asesinarla, aunque esto fracasó cuando Estrella de Fuego descubrió lo que estaban planeando.
La relación de Selene y el Club Fuego Infernal con los X-Men llegó a un punto en el cual los X-Men incluso le permitieron a Rachel Summers asesinar a Selene. Wolverine se sentía obligado, por su honor, de evitar que Rachel se convierta en una asesina, y por lo tanto, le salvó la vida a Selene, que hirió gravemente a Summers. Selene se llenó de ira, y utilizó el incidente para forzar al Lord Cardinal del Club a cazar y matar a Rachel. Esto provocó una batalla entre los X-Men y el Club Fuego Infernal, pero el conflicto se detuvo inesperadamente cuando llamó la atención la aparición del Nimrod, el super centinela, que asesinó al asistente de Selene, Rhoem, y estaba empeñado en matar a la X-Men y a los miembros del Club. Estos, y los X-Men, acordaron una tregua, luchando juntos hasta que el Nimrod escapó.
Después de esta batalla, Selene de nuevo ideó planes secretos que involucraron Nova Roma y a Magma. Magma dejó a los Nuevos Mutantes para unirse a los Hellions, debido a su amor por Empath. Pero poco después, fue llamada a casa por su padre para contraer un matrimonio arreglado con fines políticos en Nova Roma. Sin embargo, de regreso a casa, Magma fue acompañada por Empath, y finalmente se disolvió su supuesto matrimonio, orquestado por Selene.
Tiempo después, se reveló a través de Empath, que Nova Roma no era más que una mentira elaborada, urdida por Selene varias décadas atrás: En un intento desesperado por revivir los días felices en que vivió en la antigua Roma, Selene secuestró a cientos de personas y las llevó a las selvas del Amazonas, a una ciudad construida por ella misma. Ella lobotomizó a sus prisioneros y los hizo creerse antiguos romanos del Amazonas. Magma fue una de esas almas secuestradas y lobotomizadas. La ciudad fue destruida y los cautivos volvieron a sus vidas normales en todo el mundo.
Poco después, Selene dio el voto de calidad para expulsar a Sebastian Shaw del Club Fuego Infernal, cuando la tensión entre Shaw y el recién contratado Rey Blanco, Magneto se salió de control. Pero sin que Magneto o Emma Frost sospecharan, Selene había decidido ya la suerte del Club y comenzó a tramar su destrucción. Ella reunió a un ejército de jóvenes mutantes con la ayuda del mutante omnipata Gamesmaster, los Upstarts. Bajo su autoridad, los Upstarts participaron en una matanza contra los líderes del Círculo Interno del Club Fuego Infernal: (Magneto, Sebastián Shaw, Donald Pierce, Emma Frost, Hellions). Selene manipuló sus jóvenes seguidores con la promesa de un juego, donde cada asesinato cometido les concedería puntos los cuales conducirían a un premio. La participación de Selene con los Upstarts fue corta, ya que ella misma fue traicionada por el upstart Trevor Fitzroy, quién la sometió a tortura.
En la necesidad de restaurar su poder, Selene atacó y mató a sus compañeros Externals, los mutantes "inmortales". A pesar de que fue combatida por Fuerza-X, se las arregló para completar la masacre. Ella apareció después de vuelta en Brasil, hasta donde siguió a Sunspot. Ella atrajo a Mancha solar y le ofreció una posición de poder en el Club Fuego Infernal.
Selene luego regresó a su puesto como Reina Negra del Club Fuego Infernal con ayuda del demonio Blackheart. Ambos decidieron restaurar el Círculo Interno del Club. Ella ofreció a Sunspot la posición de Torre Negra, que en un principio rechazó, pero luego aceptó cuando Selene y Blackheart le prometieron resucitar el espíritu de Juliana Sandoval, la chica que murió salvando la vida de Sunspot, cuando él se unió a los Nuevos Mutantes. Los otros integrantes del Círculo fueron la Reina de los Gitanos, Margali Szardos y el demonio Hellstorm. Los planes de Selene y Blackheart, finalmente fueron desmantelados por los Cuatro Fantásticos.
Con el regreso de Sebastian Shaw al Club del Fuego Infernal, Selene fue encerrada dentro de las catacumbas del Club. Sin embargo, ella pudo escapar tras concretar una alianza con Donald Pierce. Cuando los X-Men, entre ellos Rachel Summers, llegaron, Selene trató a utilizar a Rachel para liberarse por completo. Ella siguió a Rachel a Hong Kong a través de un portal de transporte y la salvó de ser corrompida por Courtney Ross (Sat-Yr9), que estaba tratando de convertirse en la próxima Reina Blanca del Club. Esta operación fue sólo un preludio de Selene para poseer la mente de Rachel, pero ella era demasiado fuerte para Selene y la derrotó, manteniéndola encerrada en las catacumbas.

### Después del Día-M
Selene fue uno de los pocos mutantes para retener sus poderes después de los eventos del Día-M.
Tiempo después, Selene, disfrazada como una anciana, se hace amigo del joven miembro de los Nuevos Mutantes, Wither y viven juntos en Ciudad Mutante. Ella lo anima a usar sus poderes y no tener miedo de sus dones naturales. Luego le pregunta si usaría sus poderes para salvar su vida. Había estado matando a un gran número de personas agotando sus fuerzas vitales, y durante su última alimentación, un testigo vio su disfraz. Ella le revela a Wither que Laurieha muerto, mientras estaba fuera. Más tarde es atacada por la policía y logró matar a dos de ellos antes de recibir varios disparos. Wither llega y mata a los otros dos oficiales, solo para que Selene se quita el disfraz y le dice que es inmortal y que son dos y que deberían estar juntos. Ella le dice a Wither que será su reina si él está de acuerdo, luego lo besa y él consiente.

### Ofrenda de Eli Bard
La relación de Selene con Eli Bard es explicada por Warpath a los otros miembros de X-Force. Se revela que originalmente había planeado sacrificar a los Purificadores a Selene, pero cambió sus planes al ver a Bastion reprogramar una descendencia de Magus. Usando el virus de transmodo Technarch, reanimó los cadáveres en los cementerios de la tribu Apache que había diezmado décadas antes junto con Caliban. Se los presentó a Selene con el propósito de encontrar otros mutantes muertos y resucitarlos por los mismos medios, para que Bard pueda sacrificarlos a ellos y a sus poderes.

### Necrosha
Con ayuda de Eli-Bard y Wither, y utilizando el virus transmodal (como el de Warlock y los Phalanx), Selene comenzó a resucitar a un montón de mutantes fallecidos. Selene resucitó a Destiny, la mutante vidente para que le revelara su futuro.
Selene vuelve al lugar de su nacimiento en el centro de Europa, acompañado de un nuevo Círculo Interno, que consiste en Blink, Senyaka, Mortis, Wither y Eli Bard. Ella explica su plan de convertirse en una diosa. A continuación, Selene enfoca a aquellos que ella siente que obstaculizaron su búsqueda de la divinidad: Sebastian Shaw, Donald Pierce, Emma Frost, los X-Men, y Magma. Los zombis de Calibán y Thunderbird la llevan a las ruinas de Genosha para resucitar a todos los mutantes masacrados. Selene y sus zombis a continuación atacaron a los X-Men y su isla de Utopía, secuestrando a Warpath. Ella finalmente se convierte en la diosa que había tratado de ser durante tanto tiempo. Warpath fue capaz de destruir Selene al clavarle una daga en el pecho. Selene estalla en rayos de luz.
Algún tiempo después, Blink intentó resucitar a Selene, pero fue detenida finalmente por Emma Frost y un pequeño equipo de X-Men: Blindfold, Pixie Husk y Warpath, junto con el Hechicero Supremo Doctor Extraño, que logró con éxito purgar de Blink la influencia corruptora de Selene.

### Regreso
Más tarde se reveló que el cuerpo y el alma de Selene se habían conservado como partículas en el aire y de alguna manera almacenados en estasis en una bóveda ubicada en algún lugar de la ciudad de Nueva York. Lady Deathstrike y la Encantadora obtuvieron acceso a la bóveda y, a través de la magia recién mejorada que le otorgó el virus sensible, Arkea, pudo restaurar completamente a Selene a la vida física con el propósito de agregarla a la recién formada Hermandad de Mutantes.

### Poder de Élite
A raíz del "Imperio Secreto", Selene se convirtió públicamente en jefa del "Grupo de trabajo de iniciativas basadas en la fe" de la Casa Blanca y se unió al "Poder de Élite", una alianza de gente poderosa que incluye a Thunderbolt Ross, Barón von Strucker, y Alexa Lukin. Ella también ayudó en la resurrección de Aleksander Lukin, pero también revivió un remanente de la mente de Red Skull.

### "Dawn of X"
En la historia de "House of X", Selene, junto con otros mutantes villanos y rebeldes, es bienvenida a la nueva nación insular mutante de Krakoa, que ha sido creada por el Profesor X, Magneto y Moira MacTaggert, con el fin de curar el estado mutante y comenzar como una especie entera juntos. En una historia de X-Men (vol. 5), Xavier les ha encargado a Selene y Emplate que midan la cantidad de energía psíquica que Krakoa tomaría de sus habitantes. Se establece un protocolo similar para ambos, ya que también necesitan nutrirse de mutantes para sobrevivir.

## Poderes y habilidades
Selene es a la vez una mutante y una poderosa hechicera. Ella posee una amplia gama de capacidades sobrehumanas, pero nunca se ha definido claramente cuáles de ellas son sus habilidades mutantes reales y cuáles son las habilidades derivadas de fuentes mágicas o de otra índole.
Pero, en líneas generales, sus poderes mágicos pueden devenir de su capacidad para alterar la realidad, por lo que la magia quedaría de lado dentro de sus habilidades. Selene es una "vampira psíquica". La apariencia juvenil de Selene y su vitalidad, dependen de su absorción de las fuerzas vitales de una o más personas. Mediante el uso de las energías vitales, Selene puede mejorar su fuerza física, velocidad, resistencia, agilidad, reflejos, y la durabilidad a niveles sobrehumanos.
Selene posee un nivel indefinido de telepatía, aunque no es tan poderosa como telépatas, como el Profesor X, Jean Grey o Emma Frost.
Selene es capaz de asumir temporalmente la apariencia de los demás. Al igual que muchas de sus otras habilidades, no se sabe si esto se logra a través de la magia, la telepatía, o por otros medios. Selene posee considerables habilidades mágicas y un amplio conocimiento de la brujería, lo que le permite emitir y contrarrestar hechizos.

## En otros medios

### Televisión
Selene aparece en la serie Wolverine and the X-Men, con la voz de April Stewart. En el episodio "Shades of Grey", aparece como miembro del Círculo Interno del Club Fuego Infernal. En el episodio "Foresight" [Pt. 1], ella y el Club Fuego Infernal terminan luchando contra Cíclope para evitar que el X-Man interrumpa un ritual que transferiría la Fuerza Fénix de Jean Grey a las Stepford Cuckoos. Ella usa su vampirismo psíquico en Cíclope, pero no muestra ninguno de sus otros poderes en su breve aparición.

### Cine
- Selene aparece en Dark Phoenix (2019), interpretada por Kota Eberhardt. Esta versión es parte de la Hermandad de Mutantes de Magneto.[30] Selene trabaja en estrecha colaboración con Magneto en Genosha. Ella y Ariki se unen a él cuando intentan confrontar a Jean Grey y es capturada con el resto por el gobierno de los Estados Unidos. Ella muestra habilidades telepáticas durante la película. Durante la pelea con los D'Bari en un tren propiedad del gobierno de los Estados Unidos, Selene y Ariki son asesinados en la batalla.

### Videojuegos
- Selene aparece como jefe final de Gambito en el videojuego de 1992, Spider-Man/X-Men: La Venganza de Arcade.

- Ella también aparece como un jefe en el juego de SNES Wolverine: Adamantium Rage.

- En X-Men Legends II: Rise of Apocalypse, Selene (con la voz de Jeannie Elias) es uno de los muchos personajes que realizan un cameo. Selene está cautiva en la ciudadela de Apocalipsis, y los X-Men la liberan como parte de un trato que los X-Men hicieron con Sebastian Shaw anteriormente en el juego. Selene promete darles información, pero al ser liberada revela que no tenía información, y solo había dicho eso para que los X-Men la ayudaran.

- Aparece como el jefe de la misión 5 del capítulo 1 (Temporada 2) en Marvel: Avengers Alliance.

## Legado
- Underworld (2003-2016), Kevin Grevioux, confirmó que el personaje de Selene, interpretada por Kate Beckinsale, está basado en Selene Gallio.[31][32]